# Maleisisch

Taalgebied van het Maleisisch

Het Maleisisch (Bahasa Malaysia, letterlijk "taal van Maleisië", Jawi: بهاس مليسيا‎ ) of Maleisisch Maleis (bahasa Melayu Malaysia) is de officiële taal van Maleisië. Evenals het Indonesisch is deze taal mede gebaseerd op de officiële standaard van het Maleis die geënt is op het Bahasa Riau, waardoor deze talen sterk op elkaar lijken. De taal wordt gesproken in de dertien staten die deel uitmaken van Maleisië, en die liggen op het schiereiland Malakka, het noordelijke deel van Borneo en eilanden die hiertoe horen. Voor ongeveer 10 miljoen inwoners van het land is het Maleisisch de moedertaal, ongeveer 18 miljoen spreekt het als tweede taal, wat het totaal aantal sprekers op ongeveer 28 miljoen brengt.
De overheidsorganisatie van Maleisië die verantwoordelijk is voor de regulatie en standaardisatie van de taal heet Dewan Bahasa dan Pustaka (Het instituut voor Taal en Literatuur).

## Bahasa Melayu vs. Bahasa Malaysia
Sinds de onafhankelijkheid van Maleisië in 1957 heet de taal Bahasa Malaysia. Hoewel de overheid van Maleisië de landstaal sinds 1986 Bahasa Melayu (de Maleise taal) heeft genoemd, is in 2007 besloten dat de officiële benaming van de taal weer Bahasa Malaysia is. Dit was voornamelijk om uit te drukken, dat het niet enkel de taal van het Maleise volk is, maar dat van alle Maleisiërs, onafhankelijk van hun ras of etniciteit.
Vaak wordt het woord Maleis abusievelijk als synoniem gezien van het woord Maleisisch. Weliswaar is het Maleisisch van Maleisië een vorm van het Maleis, maar ook bijvoorbeeld het Indonesisch en talloze dialecten zijn vormen van het Maleis, en het begrip Maleis is zodanig algemener, dat het wel als macrotaal wordt beschouwd, dit in tegenstelling tot Maleisisch, dat specifiek staat voor de nationale taal van het land Maleisië.

## Maleisisch als tweede taal
De taal wordt door de meerderheid van de bevolking van Maleisië gesproken, maar de meeste inwoners van het land leren een lokale vorm van de taal of een andere moedertaal voordat zij het Maleisisch leren. Het Maleisisch is een verplicht vak in het lager en voortgezet onderwijs.
Dat de taal voor velen een tweede taal is, is onder meer duidelijk uit het feit dat een deel van de Maleisiërs een of ander accent in hun Maleis hebben. De uitspraak van mensen wier moedertaal het Maleisisch is, zal meer overeenkomen met die van bijvoorbeeld moedertaalsprekers van het Indonesisch, hoewel de woordenschat van beide talen op veel punten evengoed sterk verschilt.
Doordat Maleisië een voormalige kolonie was van Engeland, ontleent de taal meer leenwoorden aan het Engels dan bepaalde andere varianten van het Maleis.
Hoewel het Maleisisch als verplichte taal van het onderwijs de rol van lingua franca vervult in Maleisië, zal het Engels in veel situaties meer voor de hand liggen als lingua franca. Ook het Engels is een verplicht vak in het onderwijs.

## Maleisische dialecten
Binnen het land worden ten minste tien dialecten van het Maleisisch onderscheiden. Het Maleisisch lijkt meer op het Indonesisch dan op de Maleise dialecten die in Maleisië worden gesproken.
In relatie met dialecten kan het Maleisisch in een diglossie-verhouding zijn.
Buiten het Maleisisch en Maleisische dialecten worden ook diverse talen en dialecten uit andere taalgroepen gesproken in Maleisië, zoals Chinese (Hokkien, Mandarijn, Hakka, Cantonees, enz.), Filipijnse, Zuid-Aziatische (Tamil, Bengali, Hindi, Punjabi, Malayalam, etc.)